# Liste der Kardinalskreierungen Bonifatius’ VIII.
Papst Bonifatius VIII. kreierte im Verlauf seines Pontifikates folgende Kardinäle:

## Zwischen 23. Januar und 23. Mai 1295
- Benedetto Caetani iuniore

## 17. Dezember 1295
- Giacomo Tomassi-Caetani OFM
- Francesco Napoleone Orsini
- Giacomo Gaetano Stefaneschi
- Francesco Caetani
- Pietro Valeriano Duraguerra

## 4. Dezember 1298
- Gonzalo Gudiel
- Teodorico Ranieri
- Niccolò Boccasini OP (später Papst Benedikt XI.)
- Riccardo Petroni

## 2. März 1300
- Leonardo Patrasso
- Gentile Partino OFM
- Luca Fieschi

## 15. Dezember 1302
- Pedro Rodríguez
- Giovanni Minio da Morrovalle OFM

## Quelle
- Consistories for the creation of Cardinals – Boniface VIII (1294-1303). In: Salvador Miranda: The Cardinals of the Holy Roman Church. (Website der Florida International University, englisch), abgerufen am 10. Oktober 2016.